# In the Car
In the Car est un tableau du peintre américain Roy Lichtenstein réalisé en 1963. Cette huile sur toile représente un homme brun conduisant une passagère blonde à vive allure dans une voiture de couleur rouge. Elle est conservée à la Scottish National Gallery of Modern Art, à Édimbourg, au Royaume-Uni.

## Contexte
L'oeuvre est basée sur une planche de bandes dessinées illustrée par Tony Abruzzo (en) issue de la série Girls' Romances (en) publiée en septembre 1961. (une bande dessinée de romance éditée DC Comics) Le tableau fait partie de la deuxième exposition personnelle de Roy Lichtenstein à la galerie Leo Castelli du 28 septembre au 24 octobre 1963, qui réunit Drowning Girl, Torpedo...Los!, Baseball Manager (en), Conversation et Whaam!,. 
La version plus petite, qui est la version originale, provenant de la succession de Roy Lichtenstein et consignée par son fils Mitchell Lichtenstein, est vendue en 2005. Le 8 novembre 2005, In the Car est vendue 16,2 millions de dollars chez Christie's à New York. Elle dépasse ainsi le précédent record de vente aux enchères d'une œuvre de Roy Lichtenstein, à savoir 7,1 millions de dollars, établi lors de la vente de Happy Tears (en) trois ans plus tôt le 13 novembre 2002,.